# Holonuncia dewae
Holonuncia dewae is een hooiwagen uit de familie Triaenonychidae.